# A8 (Griekenland)

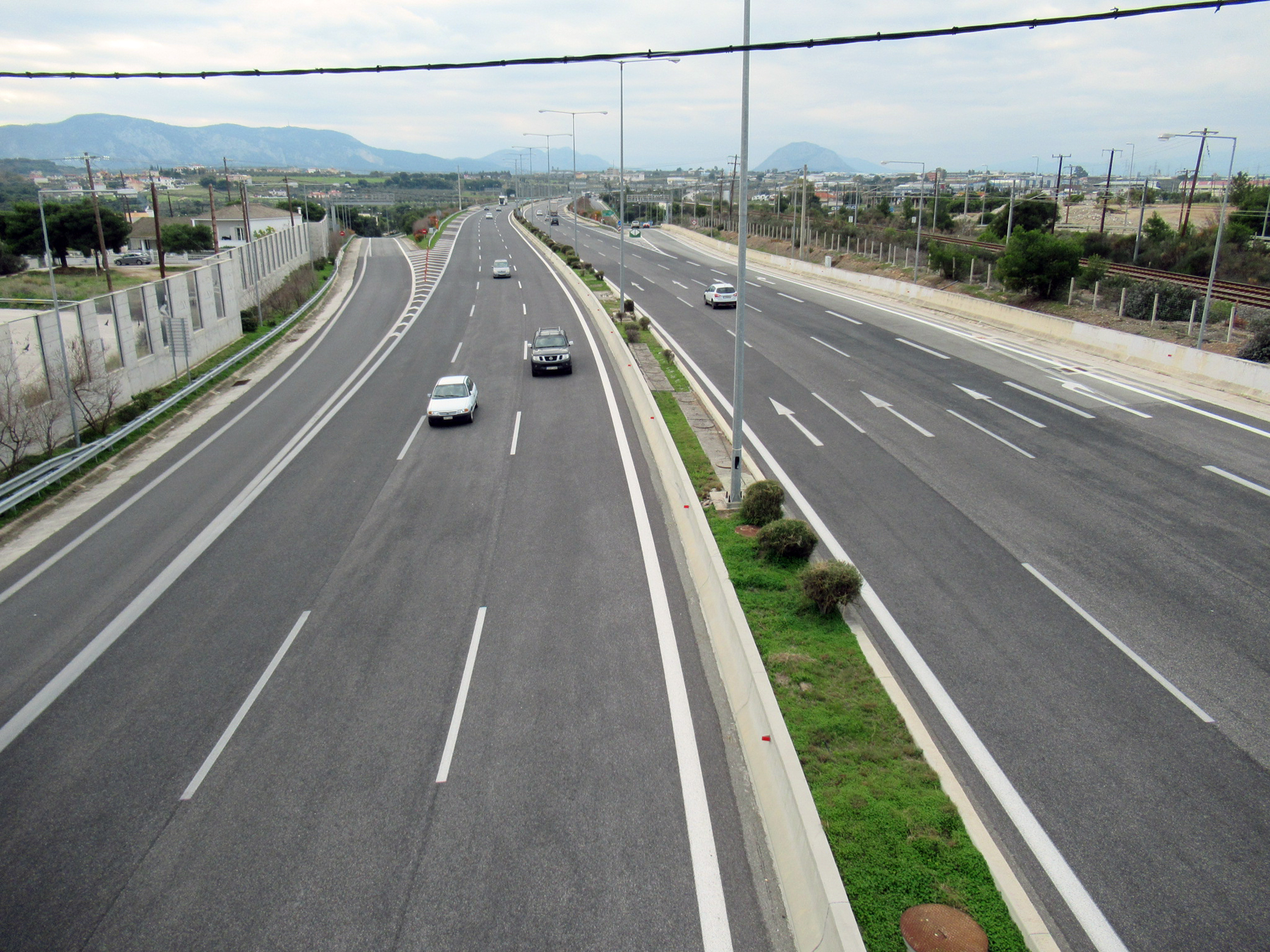

De A8 of Olympia Odos (Grieks: Ολυμπία Οδός) is een autosnelweg in Griekenland. De snelweg verbindt Athene met Patras. De autosnelweg maakt deel uit van de Europese weg 55, 65 en 94.